# Palazzetto Del Bianco
Il palazzetto Del Bianco si trova in via dei Servi 3 a Firenze.

## Storia e descrizione

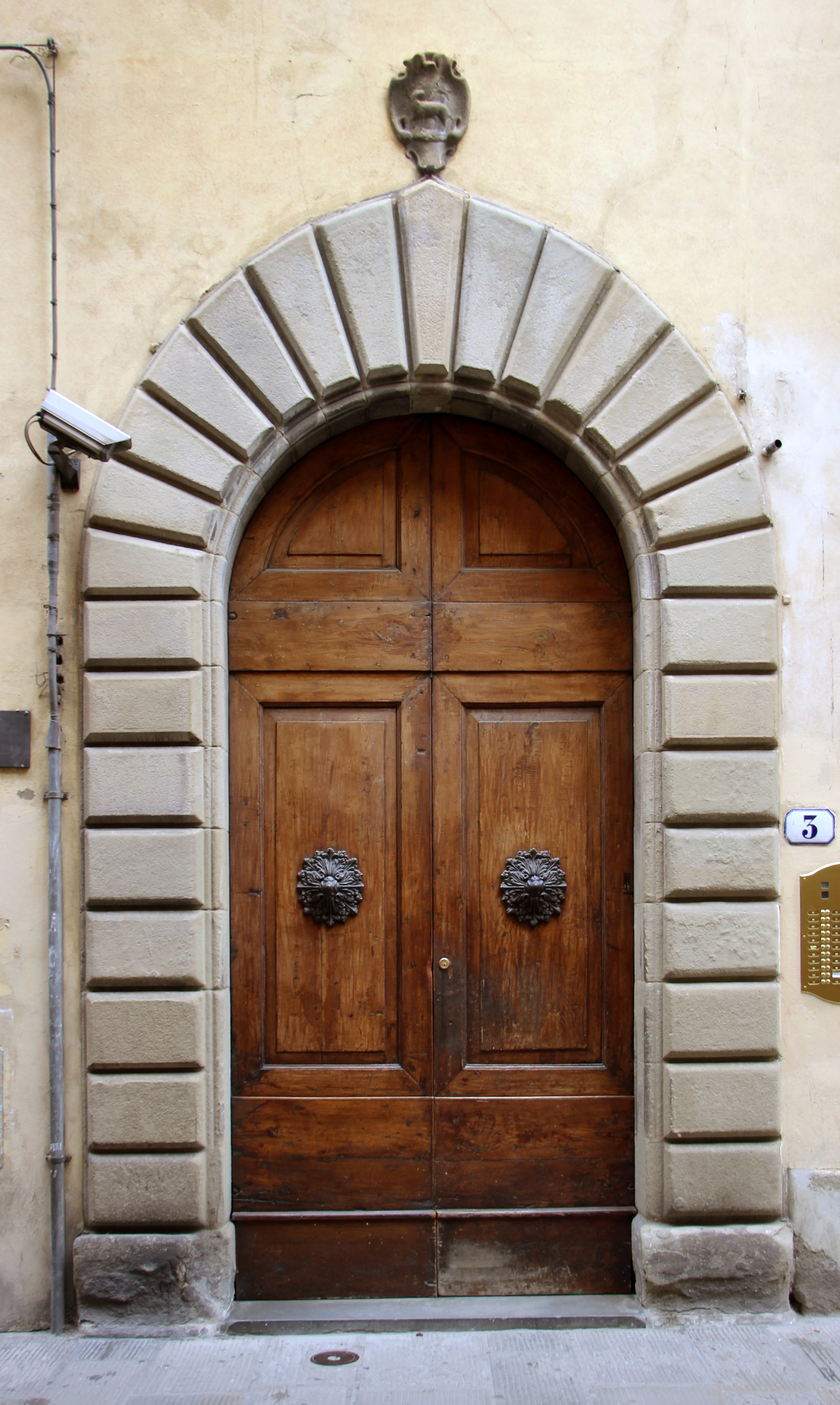
Portale

L'edificio ripete le eleganti forme comuni ai palazzi fiorentini del Cinquecento e si sviluppa su tre piani, più uno ottenuto tamponando quella che in origine era una loggia, e della quale sono ancora leggibili le colonne che scandiscono la superficie intonacata. Come gran parte degli edifici di questo tratto della strada l'immobile era anticamente della famiglia Tedaldi, e passò alla fine del Quattrocento ai Del Bianco che, presumibilmente nel secolo successivo, lo trasformarono nelle forme attuali.
Verso la fine del Seicento pervenne all'Arte della Lana, proprietà peraltro documentata dall'insegna posta sul portone a bugne di pietra. Nell'Ottocento entrò a far parte del patrimonio dei marchesi Incontri che l'acquistarono per annetterlo al vicino palazzo della famiglia, in particolare per sfruttare - come da progetto redatto da Giuseppe Poggi (1853-1857) - il suo vano scale in modo da definire un più comodo accesso ai piani superiori del palazzo. Come ipotizzato da Giorgio Di Battista dovrebbe risalire a questo momento l'intervento di tamponamento dell'altana.